# ¡Esposa! ¡Sé como una rosa!
¡Esposa! ¡Sé como una rosa! (en japonés: 妻よ薔薇のやうに, romanizado: Tsuma yo bara no yô ni), también titulado Kimiko, es una película de comedia dramática japonesa de 1935 dirigida por Mikio Naruse. Está basada en la obra de teatro shinpa Futari tsuma (二人妻, lit. Dos esposas) de Minoru Nakano y una de las primeras películas sonoras de Naruse. El filme fue una de las primeras películas japonesas que se estrenó en los cines de Estados Unidos.

## Sinopsis
Kimiko (Sachiko Chiba), una joven de Tokio moderna, vive sola con su madre, la poetisa Etsuko (Tomoko Itō). Esta última todavía está de luto por su ex marido Shunsaku (Sadao Maruyama), que abandonó a la familia por la antigua geisha Oyuki (Yuriko Hanabusa) hace quince años, aunque Kimiko recuerda que su matrimonio no fue feliz. Cree que su madre ha provocado su soledad por ser una mala esposa: su personalidad es demasiado orgullosa y seria. El único contacto entre Shunsaku, Etsuko y su hija son unos giros postales sin mensajes personales que él les envía. 
Por sugerencia de su tío, Kimiko viaja al campo para convencer a Shunsaku de que regrese con la familia, ya que el padre de su novio Seiji (Heihachirō Ōkawa) quiere conocerlo antes de dar su consentimiento al matrimonio entre los dos. Contrariamente a sus expectativas, Shunsaku está feliz con su nueva esposa y sus dos hijos, y Oyuki resulta ser una persona de buen corazón en lugar de la mujer calculadora que Kimiko seguramente conocería. No sólo apoya a su marido, cuyo negocio va mal, sino que también es ella, no Shunsaku, quien envía el dinero a Etsuko y Kimiko. 
Shunsaku acepta ir a Tokio con Kimiko, pero después de un breve y discordante período de tiempo con su exesposa, regresa con Oyuki y sus hijos, mientras que Kimiko finalmente acepta que el pasado no se puede revertir.

## Elenco
- Sachiko Chiba como Kimiko Yamamoto
- Heihachirō Ōkawa como Seiji, el novio de Kimiko
- Yuriko Hanabusa como Oyuki
- Tomoko Itō como Etsuko, la madre de Kimiko
- Setsuko Horikoshi como Shizuko, la hija de Oyuki
- Chikako Hosokawa como la esposa de Shingo
- Sadao Maruyama como Shunsaku, el padre de Kimiko
- Kaoru Itō como Kenichi, el hijo de Oyuki
- Kamatari Fujiwara como Shingo, el hermano de Etsuko

## Antecedentes
Naruse se había incorporado a los estudios P.C.L. (que pronto se fusionarían con Tōhō) el año anterior, descontento con las condiciones de trabajo en su antiguo estudio Shochiku. La película recibió el premio que concede la revista de cine Kinema Junpō en 1936 como Mejor Película del Año y se estrenó en Nueva York en 1937 bajo el título de Kimiko.

## Recepción
El cineasta y escritor Dan Sallitt escribió que la película se sitúa en un punto intermedio ideológico entre la mujer moderna y asertiva y el ideal tradicional del matrimonio y el lugar de la mujer en la familia. Kimiko, aunque su comportamiento «americanizado» se desvía en múltiples formas de su papel esperado, lo compensa cuando se dice a sí misma que será una «buena esposa», es decir, una esposa que «actúa de manera infantil y aduladora, o celosa a veces, o maternal y protectora». Al neutralizar el desafío que plantea su modernidad, se convierte en la «síntesis dialéctica» de la película.
Los críticos de la prestigiosa revista de cine Kinema Junpo la votaron como «La mejor película japonesa del año» en 1935.

## Legado
Desde entonces, los historiadores del cine han destacado la «sensación vivaz y moderna» de la película, su «estilo visual innovador» y sus «actitudes sociales progresistas». Se proyectó en el Museo de Arte Moderno en 1985 y en el Archivo Cinematográfico de Harvard en 2005 como parte de sus retrospectivas sobre Mikio Naruse y en la Cinémathèque française en 2018.